# Dhiamandaíika
Dhiamandaíika (Diamantaiika) är en ort i Grekland.   Den ligger i prefekturen Nomós Aitolías kai Akarnanías och regionen Västra Grekland, i den centrala delen av landet, 210 km väster om huvudstaden Aten. Dhiamandaíika ligger 134 meter över havet och antalet invånare är 239.
Terrängen runt Dhiamandaíika är platt åt sydväst, men åt nordost är den kuperad. Runt Dhiamandaíika är det ganska tätbefolkat, med 86 invånare per kvadratkilometer. Närmaste större samhälle är Agrínio, 3,3 km sydost om Dhiamandaíika. Trakten runt Dhiamandaíika består till största delen av jordbruksmark.